# ダミアン・レーン
ダミアン・レーン（Damian Lane、1994年2月6日 - ）は、オーストラリアを拠点とする騎手。西オーストラリア州バンバリー出身。

## 来歴

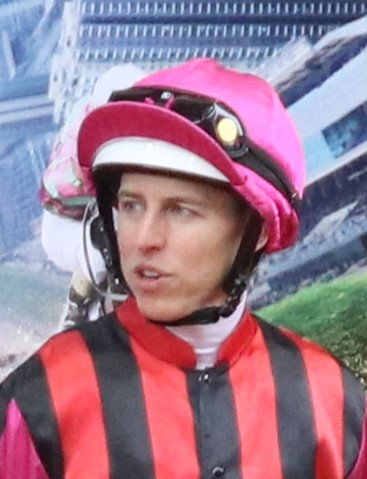
2023年3月19日

父マイケルは調教師、母のヴィッキーも元調教師という競馬一家の6人兄弟の長男として産まれる。物心がつく前から乗馬を始め、10歳の頃には牧場で調教に乗るようになる。
2009年、15歳で見習い騎手としてデビュー。芝競馬が盛んなオーストラリアだが初騎乗はダートであった。まもなく高校を中退し騎手の道へ進む。
2013年10月にフレミントン競馬場のエドワードマニフォールドステークス(G2)でセソーヴァーに騎乗し、重賞初制覇。
2014年9月にインヴィテーションステークスでダレン・ウィアー厩舎のトラストインナガストに騎乗してG1初勝利。2017年には日本からの移籍馬ブレイブスマッシュでリステッド競走を、日本調教馬トーセンスターダムでG1・2競走を勝利している。
オーストラリア2019/20年シーズンの成績は274戦32勝でオーストラリアビクトリア地区9位）
デビュー以来日本の競馬に関心を持ち（印象的な馬としてデルタブルースを挙げている）、2019年に初めて短期騎手免許制度を行使し日本の中央競馬で騎乗を開始。身元引受調教師は堀宣行、契約馬主は吉田和子。同年4月29日、平成最後のJRA重賞である第41回新潟大賞典（GIII）をメールドグラースで勝利し、JRA重賞初制覇。5月12日には第14回ヴィクトリアマイル（GI）をノームコアで勝利しJRA・GI初制覇。6月23日の第60回宝塚記念（GI）をリスグラシューで制しJRA・GI2勝目を飾ったのち、地方競馬でも短期免許を取得して6月26日の第42回帝王賞（JpnI）をオメガパフュームで制しJpnI初制覇。10月にはオーストラリアで日本から遠征したメールドグラースに騎乗しコーフィールドカップ（G1）を、リスグラシューでコックスプレート（G1）を制覇。年末には同一馬での年内GI2勝の特例により第64回有馬記念（GI）が行われる12月22日のみ限定で騎乗、同競走をリスグラシューに騎乗して優勝した。
2020年4月18日から5月17日まで短期免許で来日。身元引受調教師は前回同様に堀宣行で、契約馬主は吉田和美に変更された。期間終了後、再来日は東京優駿が行われる5月30日から宝塚記念が行われる6月28日までの予定であったが、コロナ禍の影響で再来日が容易ではないと判断して短期免許期間限度の3か月をフルに使い、7月21日まで延長した。
オーストラリアでの2020/21年シーズン成績は433戦63勝でビクトリア地区2位。2021/22年シーズン成績は354戦46勝で同地区5位。
2022年4月30日から6月28日まで短期免許で来日。身元引受調教師は堀宣行、契約馬主は吉田勝己。同年6月19日東京9Rをレインフロムヘヴンで勝利してJRA通算100勝を達成した。同年は11月12日から12月11日まで再来日する。身元引受調教師は手塚貴久、契約馬主は（有）サンデーレーシングにそれぞれ変更された。
オーストラリア2022/23年シーズン成績は195戦32勝でビクトリア地区4位。
2023年4月15日から6月13日まで短期免許で来日。身元引受調教師は堀宣行に戻り、契約馬主は吉田勝己となる。5月28日の第90回東京優駿をテン乗り(初騎乗)となるタスティエーラで優勝し、通算4度目の挑戦でダービー初制覇。テン乗りでのダービー制覇は1954年のゴールデンウエーブ騎乗の岩下密政以来69年振り史上4人目。また、JRA史上初となる南半球出身騎手のダービー制覇及びクラシック競走制覇を達成した。
2024年6月22日から同28日まで短期免許で来日。前回同様に身元引受調教師は堀宣行、契約馬主は吉田勝己。
2025年5月1日から6月27日までの短期免許を取得。身元引受調教師は堀宣行師、契約馬主は（株）ダノックス。

## 主な騎乗馬

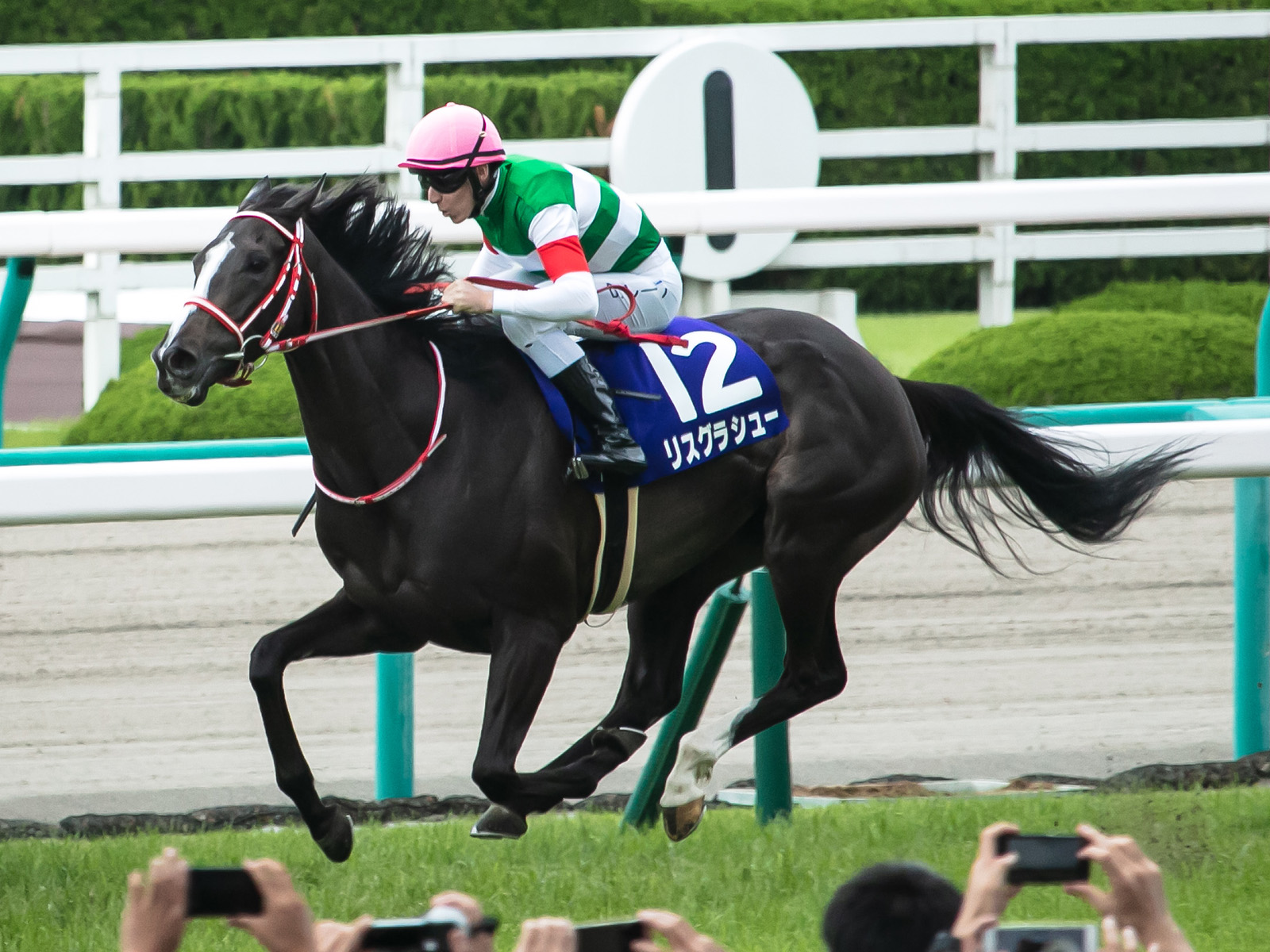
第60回宝塚記念でリスグラシュー号に騎乗
（2019年6月23日、阪神競馬場にて）

太字はGI級競走を示す。

### オーストラリア調教馬
- セソーヴァー（2013年エドワードマニフォールドステークス・G2）
- トラストインナガスト（2014年インヴィテーションステークス・G1）
- セークレッドアイ（コーフィールドクラシック・G3）
- スワードオブライト（ブルーダイヤモンドプレヴュー・G3）
- リズケ（ケヴィンヘイズステークス・G3）
- フランバージ（オークレイプレート・G1）
- ヒューミドール(オーストラリアンカップ・G1、マカイビーディーヴァステークス・G1）
- ジョンスノー（オーストラリアンダービー・G1）
- ザミッション（シャンペンステークス・G1）
- トーセンスターダム（トゥーラックハンデキャップ・G1、エミレーツステークスG1）
- ザチョーズンワン（ハーバートパワーステークス・G2、フランクパッカープレート・G3）
- ピッピー（2020年モイアステークス・G1）
- ユーロングプリンス（2020年カンタラステークス・G1）
- プロバビール（2021年フューチュリティステークス・G1）
- インスピレーショナルガール（2022年ブレーミーステークス・G2）
- エルペイトロネス（2022年オーストラリアンオークス・G1）
- ジャッキノー（2022年ゴールデンローズステークス・G1）、2023年CFオーアステークス・G1）
- ペニーウェカ（2023年オーストラリアンオークス・G1）
- ヴェイト（2024年ジョージライダーステークス・G1）
- チェーンオブライトニング（2024年TJスミスステークス・G1）

### 日本調教馬
- メールドグラース（2019年新潟大賞典・GIII、鳴尾記念・GIII、コーフィールドカップ・G1）
- タワーオブロンドン（2019年京王杯スプリングカップ・GII）
- ノームコア（2019年ヴィクトリアマイル・GI）
- ルックトゥワイス（2019年目黒記念・GII）
- リスグラシュー（2019年宝塚記念・GI、コックスプレート・G1、有馬記念・GI)
- オメガパフューム（2019年帝王賞・JpnI）
- ダノンスマッシュ（2020年京王杯スプリングカップ・GII）
- カフェファラオ（2020年ユニコーンステークス・GIII）
- ヴェルトライゼンデ（2022年鳴尾記念・GIII）
- セリフォス（2022年マイルチャンピオンシップ・GI）[21]
- シルヴァーソニック（2022年ステイヤーズステークス・G2、2023年レッドシーターフハンデキャップ・G3）[22]
- クラウンプライド（2022年UAEダービー・G2）
- ウインマリリン（2022年香港ヴァーズ・G1）
- タスティエーラ（2023年東京優駿・GI、2025年香港クイーンエリザベス2世カップ・G1）
- ヒートオンビート（2023年目黒記念・GII）[23]
- サトノレーヴ（2024年キーンランドカップ・GIII）
- ヘデントール（2025年天皇賞・春・GI）

## 成績

### 日本
|            | 日付          | 競馬場・開催    | 競走名             | 馬名             | 頭数 | 人気 | 着順 | 出典   |
| ---------- | ------------- | --------------- | ------------------ | ---------------- | ---- | ---- | ---- | ------ |
| 初騎乗     | 2019年4月27日 | 2回東京3日目5R  | 3歳未勝利          | ゴールデンゾーン | 18頭 | 2    | 05着 | [ 24 ] |
| 初勝利     | 2019年4月28日 | 2回中山4日目5R  | 3歳未勝利          | グルファクシー   | 10頭 | 2    | 01着 | [ 25 ] |
| 重賞初騎乗 | 2019年4月27日 | 2回東京3日目11R | 青葉賞             | マコトジュズマル | 16頭 | 12   | 06着 | [ 26 ] |
| 重賞初勝利 | 2019年4月29日 | 1回新潟2日目11R | 新潟大賞典         | メールドグラース | 16頭 | 7    | 01着 | [ 27 ] |
| GI初騎乗   | 2019年5月5日  | 2回東京6日目11R | NHKマイルカップ    | グルーヴィット   | 18頭 | 4    | 10着 | [ 28 ] |
| GI初勝利   | 2019年5月12日 | 2回東京8日目11R | ヴィクトリアマイル | ノームコア       | 18頭 | 5    | 01着 | [ 29 ] |